# Долорес (округ)
Доло́рес (англ. Dolores County) — округ в штате Колорадо, США. Официально образован в 1881 году. По состоянию на 2010 год, численность населения составляла 2 064 человека.

## География
По данным Бюро переписи США, общая площадь округа равняется 2 766,123 км2, из которых 2 763,533 км2 суша и 2,590 км2 или 0,100 % это водоёмы.

## Население
По данным переписи населения 2000 года в округе проживает 1 844 жителей в составе 785 домашних хозяйств и 541 семей. Плотность населения составляет 1,00 человек на км2. На территории округа насчитывается 1 193 жилых строений, при плотности застройки менее 1,00-го строения на км2. Расовый состав населения: белые — 95,28 %, афроамериканцы — 0,05 %, коренные американцы (индейцы) — 1,95 %, азиаты — 0,38 %, гавайцы — 0,05 %, представители других рас — 0,60 %, представители двух или более рас — 1,68 %. Испаноязычные составляли 3,85 % населения независимо от расы.
В составе 24,50 % из общего числа домашних хозяйств проживают дети в возрасте до 18 лет, 57,70 % домашних хозяйств представляют собой супружеские пары проживающие вместе, 8,50 % домашних хозяйств представляют собой одиноких женщин без супруга, 31,00 % домашних хозяйств не имеют отношения к семьям, 26,20 % домашних хозяйств состоят из одного человека, 10,40 % домашних хозяйств состоят из престарелых (65 лет и старше), проживающих в одиночестве. Средний размер домашнего хозяйства составляет 2,35 человека, и средний размер семьи 2,82 человека.
Возрастной состав округа: 21,90 % моложе 18 лет, 6,80 % от 18 до 24, 26,30 % от 25 до 44, 27,80 % от 45 до 64 и 27,80 % от 65 и старше. Средний возраст жителя округа 42 лет. На каждые 100 женщин приходится 107,20 мужчин. На каждые 100 женщин старше 18 лет приходится 104,50 мужчин.
Средний доход на домохозяйство в округе составлял 32 196 USD, на семью — 38 000 USD. Среднестатистический заработок мужчины был 30 972 USD против 20 385 USD для женщины. Доход на душу населения составлял 17 106 USD. Около 10,20 % семей и 13,10 % общего населения находились ниже черты бедности, в том числе — 9,80 % молодёжи (тех, кому ещё не исполнилось 18 лет) и 18,30 % тех, кому было уже больше 65 лет.